# Купер, Дэвид Грэхем
Дэвид Грэхем Купер (англ. David Graham Cooper) (1931, Кейптаун — 1986, Париж) — психиатр, родившийся в ЮАР и работавший в Великобритании и Франции, широко известный теоретик и лидер антипсихиатрического движения наряду с Рональдом Лэйнгом, Томасом Сасом, Франко Базальей и Мишелем Фуко. Сотрудничество Купера с Лэйнгом на несколько лет определило облик как антипсихиатрической теории, так и антипсихиатрической практики.

## Биография
Родился в Кейптауне в 1931 году, где и получил медицинское образование: в 1955 году Купер окончил Кейптаунский университет. После этого переехал в Париж, где женился, а затем направился в Лондон. В Лондоне Купер снял квартиру на Харли-стрит, где открыл частную практику. Кроме того, в Лондоне он работал в нескольких больницах и руководил экспериментальным отделением для страдающих шизофренией молодых людей, которое было названо «Вилла 21».
В 1958 году Купер познакомился с Рональдом Лэйнгом, в 1964 году выходит их совместная работа «Разум и насилие: десятилетие творчества Сартра» (англ. Reason and Violence: A Decade of Sartre's Philosophy), представляющая собой творческое развитие взглядов Ж.-П. Сартра. В «Разуме и насилии» Лэйнг и Купер пишут не просто о Сартре, но во многом именно о тех идеях Сартра, что могли бы быть использованы в психиатрии и в исследованиях социальных групп и межличностных отношений. В 1965 году Купер вместе с Лэйнгом и другими единомышленниками принял участие в основании Филадельфийской ассоциации, в том же году Купер принял участие в создании организованной Лэйнгом экспериментальной терапевтической общине Кингсли-холл.
Купер являлся также одним из организаторов конгресса «Диалектика освобождения», проведённого в Лондоне в здании Раундхаус, известном тогда центре британского андерграунда, с 15 июля по 30 июля 1967 года. Среди участников были левые активисты и контрлидеры со всего мира; выступали на нём Рональд Лэйнг, Грегори Бейтсон, Пол Суизи, Пол Гудман, Люсьен Гольдман, Герберт Маркузе, Аллен Гинзберг и Столкли Кармайкл из организации «Чёрных пантер». Конгресс получил широкий общественный резонанс, по его материалам был снят документальный образовательный фильм, о конгрессе публиковались статьи и обзоры.
В 1967 году была опубликована первая самостоятельная книга Купера «Психиатрия и антипсихиатрия», где впервые употребляется термин «антипсихиатрия».
В 1970-х годах, будучи сторонником марксизма и экзистенциализма, Купер оставил работу в Филадельфийской ассоциации, выразив несогласие с тем, что в ней в большей мере рос интерес к спиритуализму, чем к политике.
Купер считал, что безумие и психоз являются результатом влияния общества и что окончательное решение достигается путём революции. С этой целью Купер в начале 1972 года переехал в Аргентину, которую считал наиболее подходящей страной с революционным потенциалом. В октябре 1972 года в письме к Лэйнгу из Аргентины Купер писал о своей жизни как о «насыщенной настолько, что невозможно описать словами, прекрасной, захватывающей дух и прежде всего опасной…».
В 1976 году по инициативе Фуко Дэвид Купер был приглашён в Коллеж де Франс с серией лекций.
Прежде чем в конце 1970-х годов окончательно переехать во Францию, где Купер провёл последние годы жизни, он вернулся в Великобританию. Живя во Франции, Купер работал над своей последней книгой «Язык безумия» и некоторое время преподавал в Венсенне. Умер в 1986 году от внезапного сердечного приступа в своей парижской квартире.

## Взгляды
Взгляды Купера эволюционировали от развития идей, сформулированных им совместно с Лэйнгом, до создания самостоятельной теории; при этом характерны постепенное нарастание радикальности, отход от экзистенциально ориентированных идей и усиление марксистских элементов. В ходе этой эволюции изменялась и тематика исследований. Авторству Купера принадлежат четыре сольные книги: «Психиатрия и антипсихиатрия», «Смерть семьи», «Грамматика жизни», «Язык безумия» — и одна, написанная в соавторстве с Лэйнгом («Разум и насилие: десятилетие творчества Сартра»). По словам самого Купера, каждая его книга была связана с тем, что он оставлял позади. Как поясняет Стефен Тиктин, для «Психиатрии и антипсихиатрии» это была больница Шенли и психиатрия, для «Смерти семьи» — семья Купера, для «Грамматики жизни» — Англия, для «Языка безумия» — Аргентина.
Купер ввёл термин «антипсихиатрия», чтобы подчеркнуть неприятие методов традиционной психиатрии своего времени и необходимость противодействия им, хотя термин мог в той же мере обозначать мнение антипсихиатров о традиционной психиатрии, то есть лечении психических расстройств. Согласно Куперу, термин «антипсихиатрия» позволяет подчеркнуть противоречие между позитивной направленностью клинической психиатрии и её в негативной действительности сущностью. Противоречие это укоренено в глубоких социальных механизмах: клиническая психиатрия представляет собой лишь малую часть масштабной системы насилия буржуазного общества — системы, направленной на взращивание конформизма у своих членов, — и с помощью традиции постановки диагноза, прогноза и, наконец, лечения она превращает человека в подчиняющегося системе робота.

### Радикальный марксизм и революционная установка Купера
Основным источником вдохновения для Купера был марксизм, хотя сам Купер последовательно отрицал марксистский характер своих взглядов; кроме типичного для антипсихиатрии сочетания марксизма и экзистенциализма, стоит упомянуть и ещё одно направление, лёгшее в основу взглядов Купера, — французский структурализм и постструктурализм. В то время как для других антипсихиатров, особенно британских, характерна некоторая обособленность от современного им постструктурализма, Купер часто использует в своих работах постструктуралистские концепты смерти субъекта, смерти автора, приоритетности языка и власти и прочие.
Как и работы других антипсихиатров, работы Купера имеют ярко выраженный критический оттенок, но для критики Купера характерны и свои отличия: в то время как, например, Сас является полемистом, обличителем, критиком, Купер — прежде всего революционер, и его критика — всегда призыв, призыв к объединению, борьбе и революции. Купер полагал, что он и его современники живут в предреволюционной ситуации и что революция должна начаться с освобождения безумия («революции безумия») — уничтожения психиатрических клиник, а также с «сексуальной революции» («революции любви») — то есть сексуального раскрепощения, поскольку, согласно Куперу, «постель, возможно, является величайшим неиспользованным секретным оружием революции». 
Купер утверждал, что в течение ближайших двух десятилетий психиатрические институции будут полностью дискредитированы, однако на смену им так и не придут институциональные формы антипсихиатрии: это в принципе невозможно, поскольку антипсихиатрия является революционной по своей природе. Революция в психиатрии, как заявляет Купер, — это только первый шаг, за которым должны последовать революции во всех социальных институциях и разрушение устоев буржуазного общества.
По Куперу, если революция безумия будет успешно осуществлена, буржуазное общество станет менее контролируемым и жёстким или же вообще неконтролируемым; произойдут революционные изменения во всем мире, и революция безумия парализует функционирование каждой семьи, каждой школы, университета, фабрики и так далее, поставив на их место мобильные неиерархические структуры. Революция должна начаться с преобразований в революционных группах, причём революционным потенциалом обладает не только социальная группа, но и один человек, способный, изменившись, изменить также и отношения в своей ядерной семье и других социальных группах. Чтобы разрушить систему, каждый должен актуализировать свою собственную мощь, ведь власть системы в том, что ей подчиняются и приписывают ей силу, которой у неё нет:
Таким образом, мы должны признать, что их власть, власть режима в первом мире и во многом в социалистической Европе, их власть является ничем иным как нашей властью. Нашей властью, которую мы ошибочно приписываем им, поскольку выбираем бессилие.
Как отмечает Купер, власть режима во многом зиждется на принципе «разделяй и властвуй»: реформаторы и новаторы в различных социальных областях — в области науки, образования, психиатрии, искусства — часто не связаны с другими такими же деятелями в других областях. Одиночки находятся во власти социальной бюрократической системы, с которой они совладать не могут, так как для этого им следовало бы объединиться.
Отсюда следует вывод Купера, что революция должна включать в себя как коллективную борьбу, так и индивидуальную работу. В послесловии к изданным материалам конференции «Диалектика освобождения» Купер заявляет о необходимости создания революционных центров сознания, которые могли бы, на его взгляд, существовать в виде антиинституциональных, спонтанных групп людей, функционирующих вне формальных бюрократических структур фабрик, школ, университетов, больниц и т. д. и действующих без подавления личности, развивая её автономию.

### Грамматика политического: насилие, семья и психиатрия
Как и Лэйнг, Купер немало пишет о механизмах образования группы и функционирования общества, об экзистенциальном подтексте безумия, об опыте и его статусе в обществе. Он вводит понятие «грамматики политического», примерно аналогичное понятию «политики опыта» у Лэйнга, и отмечает, что  грамматика развёртывания власти в социальном пространстве проявляется на нескольких уровнях:
1. Микрополитический уровень внутреннего пространства личности — сознание и тело, которые включены в развёртывание власти. Глубокая личная обеспокоенность вовлекает в политику наши воспоминания, мечты, сознательные и неосознаваемые ожидания и фантазии, телесные проявления и телесные органы; по Куперу, даже язва желудка может расцениваться как политический акт.
2. Микрополитический уровень семьи: буржуазная семья является посредником в осуществлении власти политического правящего класса и благодаря социализации задаёт для личности принимаемую ею роль, которая отвечает господствующей системе. Семья создаёт конфликт между активной реальностью, опытом и поведением человека и принимаемой им пассивной социальной ролью, и именно благодаря семье начинается разрушение правящим классом угнетаемых им граждан.
3. Микрополитический уровень конфронтационных групп — на этом уровне существуют группы, копирующие семейный опыт и ролевую структуру семьи: полиция, армия, медицинские и образовательные институции, с которыми человек, как и с семьёй, имеет дело с первых лет жизни.
4. Макрополитический уровень, представляющий собой уровень политических образований как системы и политической активности.

В духе постструктурализма Купер утверждает, что деконструкция семьи должна стоять в центре преобразования общества и культуры: «Бессмысленно говорить о смерти Бога или смерти Человека, пародируя серьёзные намерения некоторых современных богословов и философов-структуралистов, пока мы не увидим своими глазами смерть семьи, — той системы, социальная функция которой состоит в незаметной фильтрации нашего опыта и последующем лишении наших действий всякой подлинной и полноценной спонтанности». Семья, по Куперу, не только поддерживает власть правящего класса, но и является прообразом для всех институциональных структур общества: политических партий и правительственного аппарата, школ и университетов, фабрик и профсоюзов, армии и церкви, больниц. Все эти институции имеют «семейную» структуру. Модель семьи, как полагает Купер, универсальна для общества, поскольку универсальна функция посредничества, которую должна выполнять любая социальная институция.
Поддерживая власть правящего класса, государства и общества, семья должна, тем не менее, обеспечить себя поддержкой входящих в неё членов, и с этой целью она обманывает их. Поэтому любовь семьи не бывает бескорыстной; за безопасность, которая даётся её членам, они расплачиваются ложью. Купер словно бы срывает с семьи маску радушия, любви и теплоты, обнаруживая за ней пустоту, одиночество, утрату автономности, которые необходимы для поддержания власти общества. Так называемая счастливая семья на самом деле, по мнению Купера, оказывается жёсткой институцией, делающей несчастными и убивающей своих членов. Семья определяет роли своих членов и приемлемый в ней способ поведения; задача каждого нового члена семьи — непременно следовать роли, а не развивать собственную идентичность. Выполняя функцию социализации, семья прививает своим детям социальные средства контроля; каждый ребёнок, согласно Куперу, — художник, музыкант и поэт, однако семья постепенно уничтожает в нём творческое начало.
В семье всегда присутствует антитеза «родители — дети», «властители — подвластные», и разорвать семейные отношения очень непросто, поскольку самое жёсткое табу семьи, как утверждает Купер, — это запрет одиночества. Семья не позволяет своим членам быть одинокими: автономия наносит смертельный удар по семейной системе. Семья уничтожает в человеке способность сомневаться, а психическое заболевание представляет собой следствие сомнения, являет собой движение от семейственности к автономии, по сути нарушает самое жёсткое табу семьи и поэтому подвергается интенсивной репрессии.
Безумие для Купера сродни политическому диссидентству: «Безумие (вопреки большинству трактовок „шизофрении“) — это движение от семейственности (включая организованные по модели семьи институты) к автономии. В этом и заключается реальная „опасность“ безумия, а также причины её жесткой репрессии. Общество должно быть одной большой семьёй с ордой послушных детей. Нужно быть безумным, чтобы не хотеть этого». По мнению Купера и его сторонников, шизофрения, понимаемая в самом широком смысле слова, является следствием практики подавления личности в семье и обществе. «Первичное насилие» ведёт к ущемлению прав и изоляции в психиатрических учреждениях. Традиционная психиатрия рассматривается как последнее — ультрарепрессивное — звено общей цепи.
В центре нашей проблемы — насилие. Поскольку психиатрия отражает интересы, истинные или мнимые, нормальных людей, мы можем констатировать, что насилие в психиатрии — это на самом деле насилие самой психиатрии.
Согласно Куперу, психиатрия, как и другие социальные институции, построена по модели семьи и, следовательно, имеет те же функции, те же ролевые модели и механизмы воздействия на индивидов, находящихся внутри её системы. Движимая целью насилия и принуждения, психиатрия завершает «дело», начатое семьёй, если та по каким-то причинам не сумела типизировать кого-либо из своих членов. С момента, когда человека признаю́т душевнобольным, его статус меняется: человеку отказывают в активности и рассматривают его как пассивный объект, вещь. Он оказывается лишь носителем симптомов, и психиатры трактуют его как «придаток» к его болезни. Он уже не может принимать решений, должен делать всё, что говорит, предписывает и прописывает ему врач, выполнять действия под чётким наблюдением медсестёр или семьи. Пациент «овеществляется и превращается в объект, в котором проявляется патологический процесс».
Проблему шизофрении Купер рассматривает в семейном контексте как проблему отчуждения: шизофрения возникает именно в тех семьях, где степень отчуждения чрезвычайно высока (более высока, чем в нормальных или в невротических семьях), и психиатрические симптомы представляют собой протест, хоть и противоречивый по своей сущности. Находясь под влиянием концепции двойного послания Грегори Бейтсона, Купер отмечает: «…дилемму, вследствие которой оказывается запертым потенциальный шизофреник… невозможно разрешить до такой степени, что единственная ответная реакция, которую он может дать, обычно рассматривается как психиатрическая». При этом, по Куперу, те, кто оказывает двоякое принуждение (двойное послание) на потенциального шизофреника, в действительности и сами испытывают на себе двоякое принуждение по причине «совпадения в месте их проживания противоречивых общественных сил», отсюда проявляющаяся в их действиях «непоследовательность, или болезнь логики».
Иными словами, для Купера шизофрения, как и для Лэйнга, — это свидетельство кризиса группы: так называемый шизофреник пытается вырваться из оков отчуждённой семейной системы.
…Шизофрения — это микросоциальная кризисная ситуация, при которой поведение и опыт какого-то человека по определённым понятным культурным или микрокультурным (обычно семейным) причинам инвалидируются другими, приводя к тому, что он идентифицируется как „психически больной“, а затем медицинскими или квазимедицинскими агентами закрепляется (путём определённой, но при этом весьма произвольной процедуры маркирования) его идентичность как „шизофренического пациента“.
Купер приходит к выводу о невозможности лечения этой совершенно душевнобольной семьи по причине подчинённости её самой двоякому принуждению (двойному посланию). Отсюда следует, что единственный способ разрешить проблему шизофрении, по Куперу, — это разрушить семью, все семейные образования, которые соответствуют супружеской семье капиталистического мира, так как они по определению являются душевнобольными.
Вместе с тем шизофрения, как утверждает Купер, является также и попыткой человека восстановить утраченную былую целостность, идущую в разрез с требуемым обществом дифференцированием опыта; шизофрения подрывает ложный раскол, который поддерживается наукой и искусством, образованием и семьёй. Купер характеризует шизофрению как «абортивную и всегда абортируемую попытку достигнуть более высокой степени здравомыслия» и отмечает, что состояние, считаемое нормальностью, далеко и даже противоположно не только безумию, но и истинному здравомыслию, здравомыслие же, в свою очередь, ближе к безумию, чем к нормальности.

### Метанойя
Подобно Лэйнгу, Купер использует концепцию метанойи — экзистенциального прорыва, который и у Лэйнга, и у Купера отождествляется с безумием. Метанойя, по утверждению Купера, представляет собой подлинно революционный акт, подрывающий устои общества, выводящий человека за пределы социальной системы и вместе с тем ведущий к его подлинному «я», словно бы воскрешая то, что человек теряет в процессе воспитания и образования.
Лэйнг и Купер рассматривают метанойю как один из путей постижения смысла существования, как этап на пути экзистенциального совершенствования. Процесс деструктурирования бытия — метанойи — может быть запущен во многих случаях: в крайних состояниях психоза, в результате приёма психотропных веществ и др. Этот процесс представляет собой отход от пассивности, активную реализацию различных проектов бытия, поворот к собственному опыту, внутрь себя и активное открытие себя миру. В книге «Смерть семьи» Купер описывает метанойю как движение между четырьмя состояниями, проходящее четыре точки и три метаноических изменения. К этим состояниям он относит:
1. Экнойю — состояние большинства людей,  живущих в обществе, контролируемых и послушных граждан. Экнойя сопряжена с хроническим убийством собственного «я» и наиболее отдалена от подлинного «я»; это нахождение человека вне своего сознания[3], состояние максимального отчуждения от своего действительного переживания — от непосредственных желаний, действий, «тела для себя»[14].
2. Паранойю — переходное состояние, которое сопряжено с первыми этапами личностных изменений; как бы полутон изменения. Человек в этом состоянии существует вблизи сознания[3].
3. Нойю — состояние, для которого характерно переживание депрессии и печали. В состоянии нойи происходит отделение «я» от других людей, его культивирование. Взаимодействуя с новым опытом, «я» интенсивно и свободно реализует себя в мире. Нойя представляет собой состояние в пределах собственного сознания[3].
4. Антинойю (анойю)[14] — состояние беглого перемещения между активным и автономным «я» и выходом за пределы «я», движение через уничтожение ранее сформированного «я»[3]; процесс активного взаимодействия между автономным «я» и «я и миром», трансцендентное состояние[6].

При переходе от этапа к этапу происходит процесс деструктурирования — реструктурирования («деструктурирование отчуждённых структур существования и реструктурирование менее отчуждённого модуса бытия»), при этом человек оказывается в кризисе и проходит через радикальные изменения. Купер считает безумие «непрекращающейся революцией в жизни человека». Один из механизмов метанойи — переживание экстаза, которое оказывается сродни тому, что в своём опыте запредельного переживает мистик. Деструктурирование связано с активированием более ответственного поведения, с выработкой собственного голоса и автономии, с устранением из существования следов другого, который порабощает личность, культивируя опустошённое существование. Основная цель деструктурирования — преодоление отчуждения. При этом наблюдаются ярко выраженные эмоциональные переживания: союз восторженной радости и полного отчаяния (который является обязательным условием преобразования); язык претерпевает денормализацию и демистификацию.
Реструктурирование представляет собой отрицание деструктурирования и, таким образом, отрицание отрицания. Оно нацелено на то, чтобы включить своё «преобразованное» существование в непреобразованный мир, к тому же говорящий на другом языке. Реструктурирование приводит не к нормальности, а к здравомыслию, при этом в здравомыслии сохраняются в преобразованном виде элементы прежней нормальности, и они облегчают выработку стратегий защиты от неизменённого вызывающего страх мира. 
Психиатрическое же вмешательство приводит, как утверждает Купер, к разрушению «союза радости и отчаяния»: сначала с помощью психиатрических мер лечения разрушается радость, затем разрушается отчаяние, «оставляя оптимальный „хороший результат“ психиатрии — нечеловека», и этот нечеловек уже может быть адаптирован к существующей социальной системе, функционировать в ней. Купер подчёркивает, что для психиатрии не должно быть нет места в практике перерождения, поскольку она является институцией капиталистического общества и должна быть упразднена: «в обществе развитого социализма… нет никакого места психиатрии, а в коммунистическом обществе вообще нет места никаким формам психотехнологий».
В противовес как психиатрии, так и семейной системе Купер выдвигает идеал терапевтического сообщества: микросоциальной структуры, в которой достигнута плодотворная диалектика между одиночеством и бытием-с-другими, поддерживается автономность и уникальность структуры «я» и устанавливается контакт между внутренним миром личности и окружающим её миром других людей; люди взаимодействуют, не нарушая автономии друг друга. Внутренний мир должен выступать здесь как источник всех действий человека и внешнего мира. По мнению Купера, только на основании возможности быть автономным, быть одиноким можно установить подлинные отношения с другими. Для терапевтического сообщества, описанного Купером, характерны такие признаки, как отсутствие психиатрической диагностики и отсутствие диагноза, отсутствие иерархизации и ролевой стратификации группы. Без диагноза терапевтическая община становится просто местом, где люди живут и существуют, где между ними нет различий, ведь именно психиатрический диагноз мог бы быть центральным признаком, по которому они могли быть разделены.

## Социальная практика. «Вилла 21»
Свои идеи о создании терапевтической общины Купер попытался воплотить на практике, в январе 1962 года организовав терапевтическую общину «Вилла 21», функционировавшую в течение четырёх лет. Местом проведения эксперимента стало одно из отделений психиатрической больницы Шенли в северо-западной части Лондона — отделение, где прежде проводилась инсулинокоматозная терапия. От лечения инсулиновыми комами стали постепенно отказываться, и отделение освободилось. Оно занимало два этажа: на втором этаже оборудовали спальню с 19 кроватями и четыре сообщающиеся с ней комнатки, на первом — гостиную, столовую, комнату персонала и раздевалку, а также ещё две небольших комнаты, в одной из которых стали проходить групповые собрания, в другой организовали комнату отдыха.
В проекте участвовали пациенты в возрасте от 15 до 30 лет, причём две трети из них имели диагноз «шизофрения», остальные — «психопатия» и «расстройство личности»; все они подверглись госпитализации впервые или имели малый срок госпитализации. Медицинский персонал тоже подбирали по принципу малого стажа работы в психиатрической клинике. С пациентами работали три врача, каждый из которых имел дело с группой, состоящей из 5—7 человек.
Распорядок дня включал в себя четыре групповых собрания: ежедневные встречи терапевтического сообщества, посещаемые всеми пациентами и всем персоналом общины (здесь обсуждались проблемы, которые имели отношение к жизни общины: конфликты, образ жизни или происходящие в общине события); терапевтические группы (пациенты были разделены на группы, встречавшиеся с сопровождающим их терапевтом); две рабочие группы (одна работала с врачом, другая — с медсестрой: например, одна занималась внутренним декором помещений, другая изготовлением игрушек); групповые собрания персонала (встречи сотрудников, на которых обсуждались происходящие изменения и планировалась дальнейшая работа).
Одной из исследовательских задач проекта было, как подчёркивал Купер, прояснение и избавление от того диапазона предвзятых трактовок и предубеждений, через которые персонал психиатрических больниц воспринимает пациентов и друг друга. Во время своего исторического становления психиатрическая больница выработала комплекс защитных средств от безумия, которое считается «грязным», «опасным», «буйным»; Купер называет такое отношение «институциональной глупостью». В частности, согласно традиционному мнению, если не принуждать пациентов повиноваться институционально закреплённому режиму и не контролировать его исполнение, пациенты станут игнорировать распорядок дня и не смогут функционировать как организованная группа. Проект «Вилла 21» успешно опроверг эти предрассудки: хотя никто не следил за режимом, особенно за режимом сна, пациенты самостоятельно продолжали следовать принятому распорядку. Аналогичным образом не оправдались и предрассудки, связанные с предписанием обязательного труда как механизма институционализации пациентов.
Купер также стремился уйти от стереотипов, согласно которым врач должен непременно исполнять роль лидера группы, а контролирующую функцию должен осуществлять средний медицинский персонал. В рамках проекта «Вилла 21» роль лидера в терапевтическом процессе и контролирующую роль в повседневной жизни сообщества должны были в некоторых случаях брать на себя пациенты. За четыре года в функционировании этого «мини-отделения» осуществилась смена ролей (пациенты стали принимать активное участие в своём лечении и в жизни отделения); отброшены были многие характерные для психиатрических больниц правила (преодолён был чёткий распорядок дня, обязательность труда и др.). Эти изменения не повлекли за собой ухудшения ситуации. Купер, описывая результаты своего эксперимента, отмечал: «Фактически за последние два года никто не получил от пациентов тяжелых телесных повреждений, никто из молодых пациенток не забеременел, хотя они часто посещали своих приятелей в отделении, а также выходили с ними за пределы больницы».
Эксперимент «Вилла 21» оказался значим прежде всего для самого Купера и для внутренней эволюции антипсихиатрии. По сравнению с более ранними терапевтическими общинами (в частности, Максвелла Джонса) здесь было мало нового — имели место такие признаки сходства, как значимость и открытость общения между медперсоналом и пациентами; смещение ролей; поощрение активности пациентов; групповая работа и групповая рефлексия наблюдающихся изменений и пр. Но по своему статусу «Вилла 21» явилась первым антипсихиатрическим экспериментом («Шумную комнату» Лэйнга, организованную им в середине 1950-х годов, не следует считать антипсихиатрическим экспериментом — Лэйнг создал её ещё до того, как начал развивать антипсихиатрические критические идеи). Эксперимент Купера возник в контексте антипсихиатрической критики и оказался первым социальным экспериментом, вписанным в антипсихиатрическую идеологию: в его основе — недовольство психиатрией как терапевтической институцией и попытка организации альтернативной помощи. «Вилла 21» стала предшественником ключевого социального проекта Лэйнга — Кингсли-холла, многие её обитатели стали первыми обитателями Кингсли-холла, а Купер описал «Виллу 21» в своей программной работе «Психиатрия и антипсихиатрия».

## Основные работы
- Reason and Violence: a decade of Sartre's philosophy, Tavistock (1964) — co-authored with R. D. Laing
- Psychiatry and Anti-Psychiatry (Ed.), Paladin (1967)
- The Dialectics of Liberation (Ed.), Penguin (1968) — Cooper's introduction can be read at the Herbert Marcuse website
- The Death of the Family, Penguin (1971)
- Grammar of Living, Penguin (1974)
- The Language of Madness, Penguin (1978)